# Bob Beamon
Robert „Bob“ Beamon (* 29. August 1946 in Queens, New York) ist ein ehemaliger US-amerikanischer Leichtathlet. Mit einer Weite von 8,90 m übertraf er bei den Olympischen Sommerspielen 1968 den bestehenden Weltrekord im Weitsprung um 55 Zentimeter. Dieser Weltrekord bestand bis 1991, als olympischer Rekord gilt er bis heute (Stand 2024).

## Früher Werdegang
Beamon begann seine sportliche Laufbahn als Dreispringer. An der Jamaica High School in New York sprang er 1965 landesweiten Schulrekord. Als Student der University of Texas at El Paso betrieb er zusätzlich Weitsprung und gewann den NCAA-Hallentitel im Drei- und im Weitsprung. Im Jahr 1968 ging er aus 22 von 23 Wettkämpfen als Sieger hervor und gewann auch die Ausscheidungswettkämpfe für die Olympischen Spiele.

## Olympiasieg in Mexiko-Stadt 1968
Berühmt machte ihn sein Weltrekordsprung mit der sensationellen Weite von 8,90 m, der ihm beim Weitsprungwettbewerb der Olympischen Spiele in Mexiko-Stadt am 18. Oktober 1968 im ersten Versuch gelang. Dieser als „Sprung ins 21. Jahrhundert“ gefeierte Rekord bedeutete eine Verbesserung des zuvor von Ralph Boston und Igor Ter-Owanesjan gehaltenen Weltrekords um 55 Zentimeter, eine Steigerung, die in diesem Ausmaß noch niemals zuvor gelungen war – davor hatte es 30 Jahre gedauert, den Weltrekord um 22 Zentimeter zu steigern (von Jesse Owens 8,13 m am 25. Mai 1935 zu Ralph Bostons 8,35 m am 29. Mai 1965). Mehrere Faktoren kamen Beamon bei seinem Sprung zugute: Zum einen begünstigte die dünne Höhenluft von Mexiko-Stadt (2310 m) Sprinter und Springer; zudem war im Stadion erstmals bei Olympischen Spielen ein der Schnelligkeit zugute kommender Tartanbelag verlegt worden. Im Vorfeld der Spiele war deshalb mit vielen Weltrekorden in Sprint- und Sprungdisziplinen gerechnet worden. Zum anderen blies bei Beamons Anlauf Rückenwind in der für Weltrekorde höchsten noch zulässigen Stärke von 2 m/s und er traf den Absprungbalken perfekt. Seine Konkurrenten, einschließlich der beiden bisherigen Weltrekordhalter, fanden die gleichen Bedingungen vor, blieben jedoch weit hinter seiner Leistung zurück. Der zweitplatzierte Gewinner der Silbermedaille, Klaus Beer (DDR), erreichte mit 8,19 m volle 71 cm weniger. Ralph Boston landete mit 8,16 m auf dem Bronzeplatz.
Der Weltrekord wurde erst im Jahr 1991 bei den Weltmeisterschaften in Tokio von Mike Powell auf 8,95 m verbessert.

## Nach dem Olympiasieg

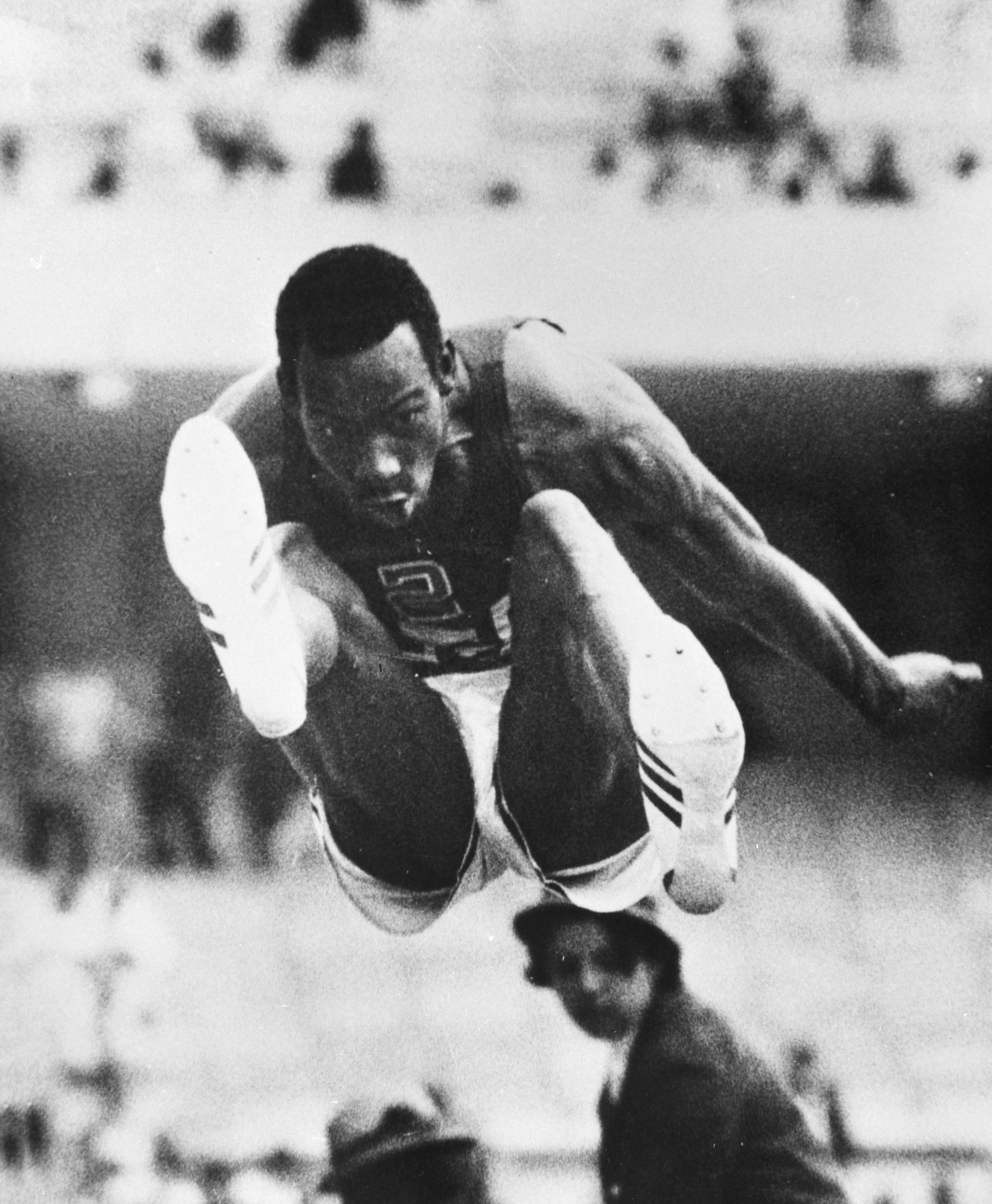
Bob Beamon bei seinem Weltrekord (1968)

Nach dem Olympiasieg trat Bob Beamon nur noch sporadisch in Erscheinung. An seine Weltrekordleistung konnte er nie mehr anknüpfen. Der Versuch eines Comebacks im Jahr 1972 scheiterte. Im Jahr 1973 wurde er für kurze Zeit Profisportler.
Nach Beendigung seiner aktiven Laufbahn betätigte sich der gelernte Schneider als Sozialarbeiter.
Im Jahr 1983 wurde er in die US-amerikanische Olympic Hall of Fame aufgenommen.

## Erfolge
- 1967:
  - Gewinn der AAU-Hallenmeisterschaft mit 8,21 m
  - Sieg über den Briten Lynn Davies mit 8,04 m beim Erdteilkampf in Montreal
- 1968:
  - Olympiasieg mit der Weltrekordweite von 8,90 m
  - Gewinn der AAU-Meisterschaft mit 8,33 m
  - Gewinn der AAU-Hallenmeisterschaft mit 8,21 m
  - Sieg bei den Trials mit 8,14 m
  - 8,39 m im Höhentrainingslager in South Lake Tahoe, wegen Rückenwindes jedoch nicht als Weltrekord anerkannt
  - Sechs Siege über Weltrekordler Ralph Boston
  - Hallenweltrekord mit 8,30 m (Verbesserung der bisherigen Bestmarke von Igor Ter-Owanesjan um 6 cm)
- 1969:
  - Gewinn der AAU-Meisterschaft mit 8,20 m

## Leistungsentwicklung
| Jahr      | 1962 | 1963 | 1964 | 1965 | 1966 | 1967 | 1968 | 1969 | 1970 |
| --------- | ---- | ---- | ---- | ---- | ---- | ---- | ---- | ---- | ---- |
| Weite (m) | 7,34 | 7,31 | 7,64 | 7,71 | 7,80 | 8,11 | 8,90 | 8,20 | 7,91 |

## Sonstiges
Nach Bob Beamon war der Münchener Club Bob Beaman benannt, der von 2010 bis 2019 bestand.